# عرض النقيل (السدة)

تعديل مصدري - تعديل

عرض النقيل محلة تابعة لقرية منزل غراب، التابعة لعزلة التويتي بمديرية السدة إحدى مديريات محافظة إب في الجمهورية اليمنية.، بلغ تعداد سكانها 78 حسب تعداد اليمن لعام 2004.